# In i dimman
In i dimman – singel zespołu Medina, wydany 26 lutego 2022 nakładem Giant Records. 
Utwór napisali oraz skomponowali Sami Rekik, Ali Jammali, Jimmy Thörnfeldt oraz Dino Medanhodzic.
Singel dotarł do 3. miejsca na oficjalnej szwedzkiej liście sprzedaży.

## Lista utworów
- Digital download[1]

1. „In i dimman” – 2:53

## Notowania
| Kraj    | Notowanie (2022)  | Najwyższa pozycja |
| ------- | ----------------- | ----------------- |
| Szwecja | Sverigetopplistan | 3                 |